# Freixenet de México
Freixenet de México es una casa vinícola mexicana, fundada por la productora española de cava Freixenet. La especialidad de Cavas Freixenet México son los vinos espumosos, del cual se elaboran 9 variedades, pero también dos líneas de vinos de mesa.

## Historia
En 1978 fue adquirido el terreno “Tabla del Coche”, en el municipio de Ezequiel Montes en el estado de Querétaro, aprovechando tanto la situación climática como su ubicación geográfica. La ubicación fue escogida por ser un lugar con características geoclimáticas óptimas para el cultivo de la vid. Al estar a unos 2,000 metros sobre el nivel del mar provoca una maduración de las uvas en unas condiciones extremas y peculiares (25 C en el día y 0 C por la noche). En 1982 se da comienzo a la plantación de los viñedos y para 1984 se inicia con el primer proceso de embotellado de los vinos espumosos de Sala Vivé, utilizando para ello uvas de la zona, pero no aún las propias, sino es hasta 1988 que se abarcaría el 100% de la cosecha de casa.